# The Nightfly
Az 1982-es The Nightfly Donald Fagen első szólólemeze. Ez volt az egyik első teljesen digitális felvétel a popzene történetében.
A The Nightfly szinte kizárólag önéletrajzi ihletésű. Sok dal emlékszik vissza az optimista kertvárosi gyermekkorára, és olyan élményeket elevenítenek fel, mint a késő esti jazz-deejay-k, óvóhelyek és trópusi vakációk.
A lemez mind az Egyesült Királyságban, mind az Egyesült Államokban platinalemez lett. Két slágert gyártott: I.G.Y. (What a Beautiful World) és New Frontier. Több Grammy-kategóriában jelölték. Szerepel az 1001 lemez, amit hallanod kell, mielőtt meghalsz című könyvben.

## Az album dalai
|     | Cím                                    | Szerző(k)                                      | Hossz |
| --- | -------------------------------------- | ---------------------------------------------- | ----- |
| 1.  | I.G.Y.                                 | Donald Fagen                                   | 6:03  |
| 2.  | Green Flower Street                    | Fagen                                          | 3:42  |
| 3.  | Ruby Baby                              | Jerry Leiber, Mike Stoller; hangszerelte Fagen | 5:39  |
| 4.  | Maxine                                 | Fagen                                          | 3:49  |
| 5.  | New Frontier                           | Fagen                                          | 6:21  |
| 6.  | The Nightfly                           | Fagen                                          | 5:47  |
| 7.  | The Goodbye Look                       | Fagen                                          | 4:50  |
| 8.  | Walk Between Raindrops                 | Fagen                                          | 2:38  |
| 9.  | True Companion (bónuszdal)             | Fagen                                          | 5:09  |
| 10. | Green Flower Street (Live) (bónuszdal) | Fagen                                          | 4:25  |
| 11. | Century's End (bónuszdal)              | Fagen                                          | 5:33  |

## Közreműködők
- Donald Fagen – orgona, szintetizátor, szájharmonika, kürt, billentyűk, elektromos zongora, ének, háttérvokál, szintetizált hárfa
- Dave Bargeron – harsona, eufónium, kürt, háttérvokál
- Michael Brecker – tenorszaxofon
- Randy Brecker – trombita, szárnykürt
- Larry Carlton – gitár
- Ronnie Cuber – kürt, baritonszaxofon
- Rick Derringer – gitár
- Frank "Harmonica Frank" Floyd – háttérvokál
- James Gadson – dob
- Ed Greene – dob
- Gordon Grody – ének, háttérvokál
- Anthony Jackson – basszusgitár
- Steve Jordan – dob
- Steve Khan – akusztikus gitár
- Abraham Laboriel – basszusgitár
- Daniel Lazerus – háttérvokál
- Will Lee – basszusgitár
- Hugh McCracken – gitár, szájharmonika
- Leslie Miller – ének, háttérvokál
- Marcus Miller – basszusgitár
- Rob Mounsey – szintetizátor, kürt, billentyűk
- Roger Nichols – ütőhangszerek, speciális effektek
- Michael Omartian – zongora, billentyűk, elektromos zongora
- Dean Parks – gitár
- Greg Phillinganes – szintetizátor, zongora, billentyűk, elektromos zongora, clavinet, szintetizált basszus
- Jeff Porcaro – dob
- Chuck Rainey – basszusgitár
- Zachary Sanders – ének, háttérvokál
- Valerie Simpson – ének, háttérvokál
- David Tofani – kürt, altszaxofon
- Starz Vanderlocket – ütőhangszerek, háttérvokál
- Paul Shaffer – orgona

## Fordítás
Ez a szócikk részben vagy egészben a The Nightfly című angol Wikipédia-szócikk ezen változatának fordításán alapul.  Az eredeti cikk szerkesztőit annak laptörténete sorolja fel. Ez a jelzés csupán a megfogalmazás eredetét és a szerzői jogokat jelzi, nem szolgál a cikkben szereplő információk forrásmegjelöléseként.